# برج تلویزیونی سنت پترزبورگ
برج تلویزیونی سنت پترزبورگ (به روسی: Санкт-Петербург Телевизионная башня) برجی است که در شهر سنت پترزبورگ، کشور روسیه قرار دارد. این برج ۳۲۶ متر ارتفاع دارد.